# 太田垣香織
太田垣 香織（おおたがき かおり）は、オー・エル・エム・デジタル所属の日本のVFXディレクター。岡山県出身。1996年、HAL大阪・CGデザイン学科CGデザイナー専攻卒。CGデザイナー、フリーディレクターを経て、オー・エル・エム・デジタルに入社。 

## 映画
- ゼブラーマン(2004) - CGIディレクター
- 妖怪大戦争　(2005)  - CGIディレクター
- タッチ (2005)  -VFXディレクター
- ラフ(2006)  - VFXディレクター
- クローズ ZERO (2007) - CGIディレクター
- 神様のパズル (2008) - CGIディレクター
- ヤッターマン (2009)  - CGIディレクター
- ゼブラーマン ゼブラシティの逆襲 (2010) - CGIディレクター
- 十三人の刺客 (2010)  - CGIディレクター
- 忍たま乱太郎 (2011) - CGIディレクター
- 逆転裁判　(2012) - CGIディレクター [3]
- 悪の教典(2012) - CGIディレクター
- 藁の楯(2013) - CGIディレクター
- 土竜の唄 潜入捜査官REIJI（2014年） - CGIディレクター
- 喰女-クイメ-(2014) - CGIディレクター
- 神さまの言うとおり（2014年） - CGIディレクター
- テラフォーマーズ（2016年） - VFXスーパーバイザー
- 無限の住人（2017年) - VFXスーパーバイザー
- ジョジョの奇妙な冒険 ダイヤモンドは砕けない 第一章（2017年） - VFXスーパーバイザー
- ラプラスの魔女（2018年） - VFXスーパーバイザー
- ウスケボーイズ（2018年） - VFXスーパーバイザー
- 妖怪大戦争 ガーディアンズ（2021年） - VFXスーパーバイザー